# Tarerach
Tarerach – miejscowość i gmina we Francji, w regionie Oksytania, w departamencie Pireneje Wschodnie.
Według danych na rok 1990 gminę zamieszkiwało 48 osób, a gęstość zaludnienia wynosiła 6 osób/km² (wśród 1545 gmin Langwedocji-Roussillon Tarerach plasuje się na 852. miejscu pod względem liczby ludności, natomiast pod względem powierzchni na miejscu 859.). 

## Zabytki
Zabytki na terenie gminy posiadające status monument historique:
- kościół św. Andrzeja (Église Saint-André de Tarerach)